# 1721년
1721년은 수요일로 시작하는 평년이다.

## 연호
- 청(淸) 강희(康熙) 60년
- 일본(日本) 교호(享保) 6년
- 후 레 왕조(後黎朝) 바오타이(保泰) 2년

## 기년
- 류큐(琉球) 쇼케이왕(尚敬王) 9년
- 청(淸) 성조 강희제(聖祖 康熙帝) 60년
- 조선(朝鮮) 경종(景宗) 원년
- 후 레 왕조(後黎朝) 유종(裕宗) 17년

## 사건
- 5월 8일 - 교황 인노첸시오 13세, 244대 로마 교황 취임.
- 요한 제바스티안 바흐, 브란덴부르크 협주곡 작곡.

## 탄생
- 12월 29일 - 퐁파두르 후작 부인, 프랑스의 루이 15세의 애첩.

## 사망
- 3월 19일 - 교황 클레멘스 11세, 243대 로마 교황.